# Jonahs Eisfisch
Jonahs Eisfisch (Neopagetopsis ionah) ist eine Fischart aus der Gruppe der Antarktisfische (Notothenioidei), die rund um die Antarktis über dem Kontinentalschelf vorkommt. Die nördlichsten Nachweise der Art gibt es von den Südlichen Orkneyinseln und den Südlichen Shetlandinseln.

## Merkmale
Jonahs Eisfisch erreicht eine Maximallänge von 56 cm und ein Maximalgewicht von 1,1 kg. Die Fischart ist langgestreckt; die Körperhöhe liegt bei 27 bis 22,5 % der Standardlänge. Die Schnauze nimmt fast die Hälfte der Kopflänge ein. Das abgeflachte Maul reicht fast bis zum hinteren Augenrand. In beiden Kiefern stehen die Zähne in zwei Reihen. Die Fischart hat drei Seitenlinien, eine unterhalb der Rückenflossenbasis, eine zweite oberhalb der Afterflossenbasis und eine dritte auf der Mitte des Schwanzstiels. Die Afterflosse und der weichstrahlige Abschnitt der Rückenflosse sind lang und stehen einander symmetrisch gegenüber. Der kurze hartstrahlige Abschnitt der Rückenflosse ist hoch und abgerundet. Hartstrahliger und weichstrahliger Abschnitt der Rückenflosse sind durch einen tiefen Einschnitt voneinander getrennt. Neopagetopsis ionah ist schwärzlich bis dunkel grünschwarz gefärbt. Die erste Rückenflosse und die Bauchflossen sind schwarz, die übrigen Flossen schwarz oder rauchgrau. Der Bauch ist weiß. Jungtiere können eine marmorierte Zeichnung zeigen.
- Flossenformel: Dorsale XIV–XV/32–55, Anale 29–32, Pectorale 24–25, Caudale 12
- Wirbel: 60–61.[1]

Das Blut und die Kiemen sind fast farblos. Ihnen fehlen die roten Blutkörperchen und somit das Hämoglobin, den Muskeln fehlt das Myoglobin. Der Atemsauerstoff wird physikalisch im Blutplasma gebunden. Das Überleben wird durch das extrem kalte, sehr sauerstoffreiche Wasser, zusätzliche Hautatmung und ein sehr großes Blutvolumen gesichert.

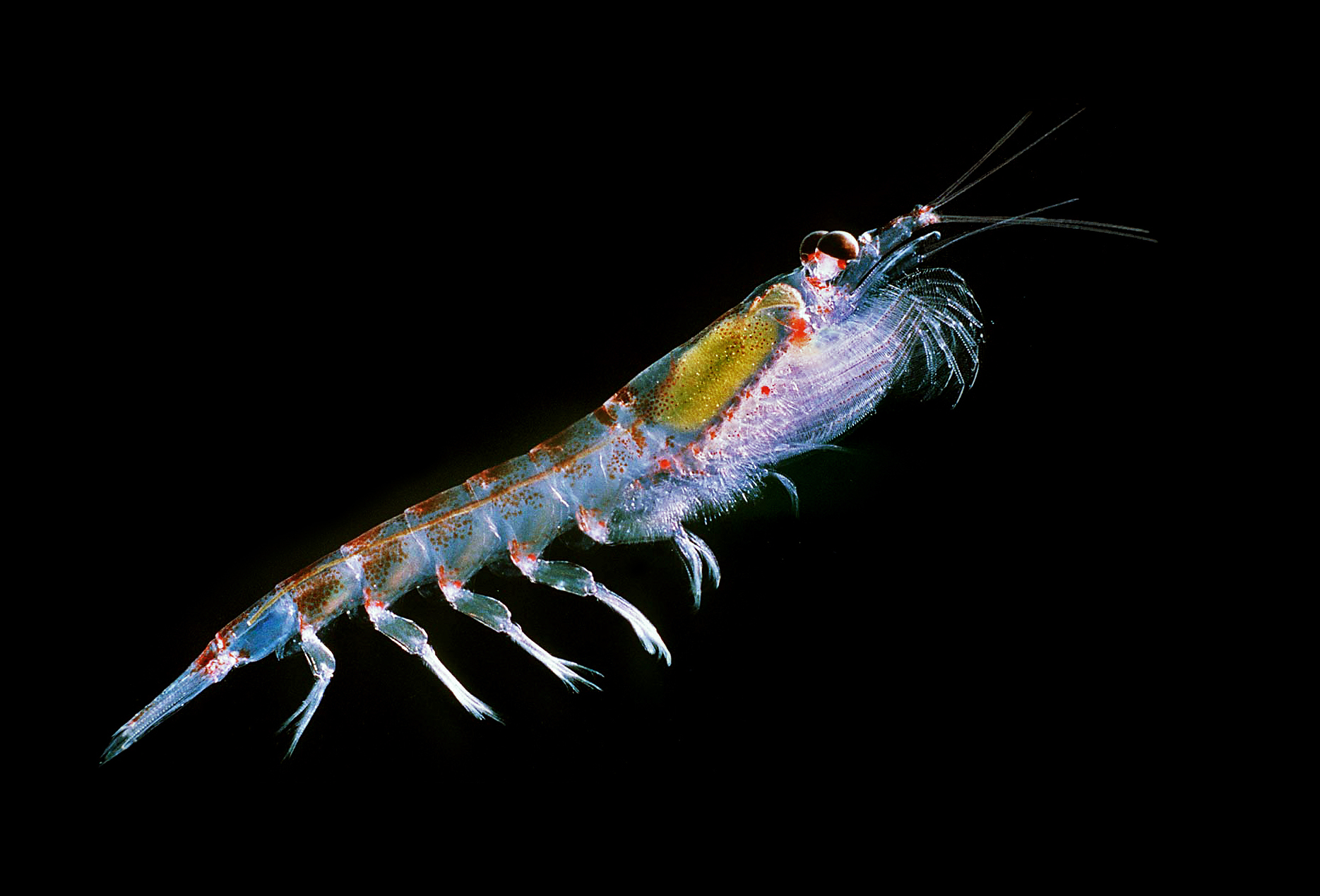
Antarktischer Krill

## Lebensweise
Jonahs Eisfisch lebt in Tiefen von 20 bis 900 Metern über dem Kontinentalschelf der Antarktis und ernährt sich von kleineren Fischen und von Krill. Jungfische mit einer Länge von 10 bis 15 cm werden oft als Beifang der Krillfischerei gefangen, sie fressen ausschließlich Krill. Zu den Beutetieren adulter Neopagetopsis zählen die Krokodileisfische Chaenodraco wilsoni und Dacodraco hunteri und der Antarktische Silberfisch (Pleuragramma antarctica).

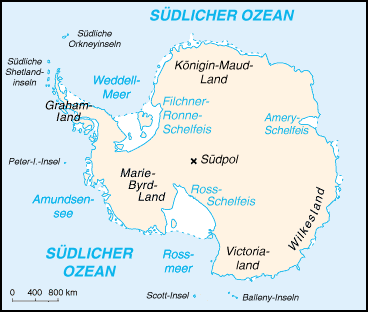
Karte der Antarktis, im Nordwesten das Weddellmeer

Wie alle Krokodileisfische betreut Jonahs Eisfisch seinen Laich. Forscher des Alfred-Wegener-Instituts fanden auf einer Fahrt mit dem Forschungsschiff Polarstern im Februar 2021 am Rand des Filchner-Ronne-Schelfeises im Süden des antarktischen Weddellmeers ein riesiges Brutgebiet der Art. Der schlammige Meeresboden ist auf einer Fläche mit einer Ausdehnung von 240 Quadratkilometern mit etwa 60 Millionen Nestern mit brutpflegenden Fischen bedeckt, das größte bisher bekannte Fischbrutgebiet. Die runden Nester haben einen Durchmesser von etwa 75 Zentimetern und sind ca. 15 Zentimeter tief. Ihre Mitte mit dem Laich ist mit kleinen Steinen bedeckt. Der Laich umfasst zwischen 1500 und 2500 Eier mit einem Durchmesser von 4,9–6,5 mm. Der Fund unterstützt die Forderung, ein Meeresschutzgebiet im atlantischen Sektor des Südlichen Ozeans einzurichten.

## Systematik
Neopagetopsis ionah wurde auf einer privaten, vom norwegischen Unternehmer und Antarktisforscher Lars Christensen finanzierten Antarktisexpedition entdeckt und 1947 durch den schwedischen Zoologen Orvar Nybelin beschrieben. Der Gattungsbezeichnung Neopagetopsis bedeutet „neuer Pagetopsis“ und wurde wegen der Ähnlichkeit mit der Gattung Pagetopsis vergeben; das Art-Epitheton ionah wurde vom Namen des biblischen Propheten Jona abgeleitet, der von einem großen Fisch verschlungen und nach drei Tagen und drei Nächten wieder an Land ausgespien wurde. Das Typusexemplar von Neopagetopsis ionah wurde dem Magen eines Wals entnommen.
Jonahs Eisfisch gehört zur Familie der Krokodileisfische (Channichthyidae), eine von insgesamt neun Familien in der Unterordnung der Antarktisfische (Notothenioidei), die zur Ordnung der Barschartigen (Perciformes) gehört.